# Crystal Emmanuel
Crystal Emmanuel, född 27 november 1991, är en kanadensisk kortdistanslöpare.

## Karriär
Emmanuel tävlade för Kanada vid olympiska sommarspelen 2012 i London, där hon tog sig till semifinal på 200 meter. Vid olympiska sommarspelen 2016 i Rio de Janeiro tävlade Emmanuel i tre grenar. Hon tog sig till semifinal på 200 meter och blev utslagen i försöksheatet på 100 meter. Emmanuel var även en del av Kanadas lag som slutade på 7:e plats på 4×100 meter.
Den 18 juli 2017 slog Emmanuel Marita Paynes 34 år gamla kanadensiska rekord på 200 meter, då hon sprang på tiden 22,50 i irländska Cork.
Vid olympiska sommarspelen 2020 i Tokyo tävlade Emmanuel i både 100 och 200 meter löpning, där hon blev utslagen i semifinalen i båda grenarna.

## Personliga rekord
| Utomhus - 100 meter – 11,11 (Toronto, 11 augusti 2018) - 200 meter – 22,50 (Cork, 18 juli 2017) 0NR0 - 400 meter – 55,11 (Gainesville, 28 mars 2019) | Inomhus - 50 meter – 6,30 (Saskatoon, 26 januari 2018) - 60 meter – 7,23 (New York, 12 februari 2016) - 200 meter – 23,42 (New York, 14 februari 2020) |